# 신주쿠 2정목

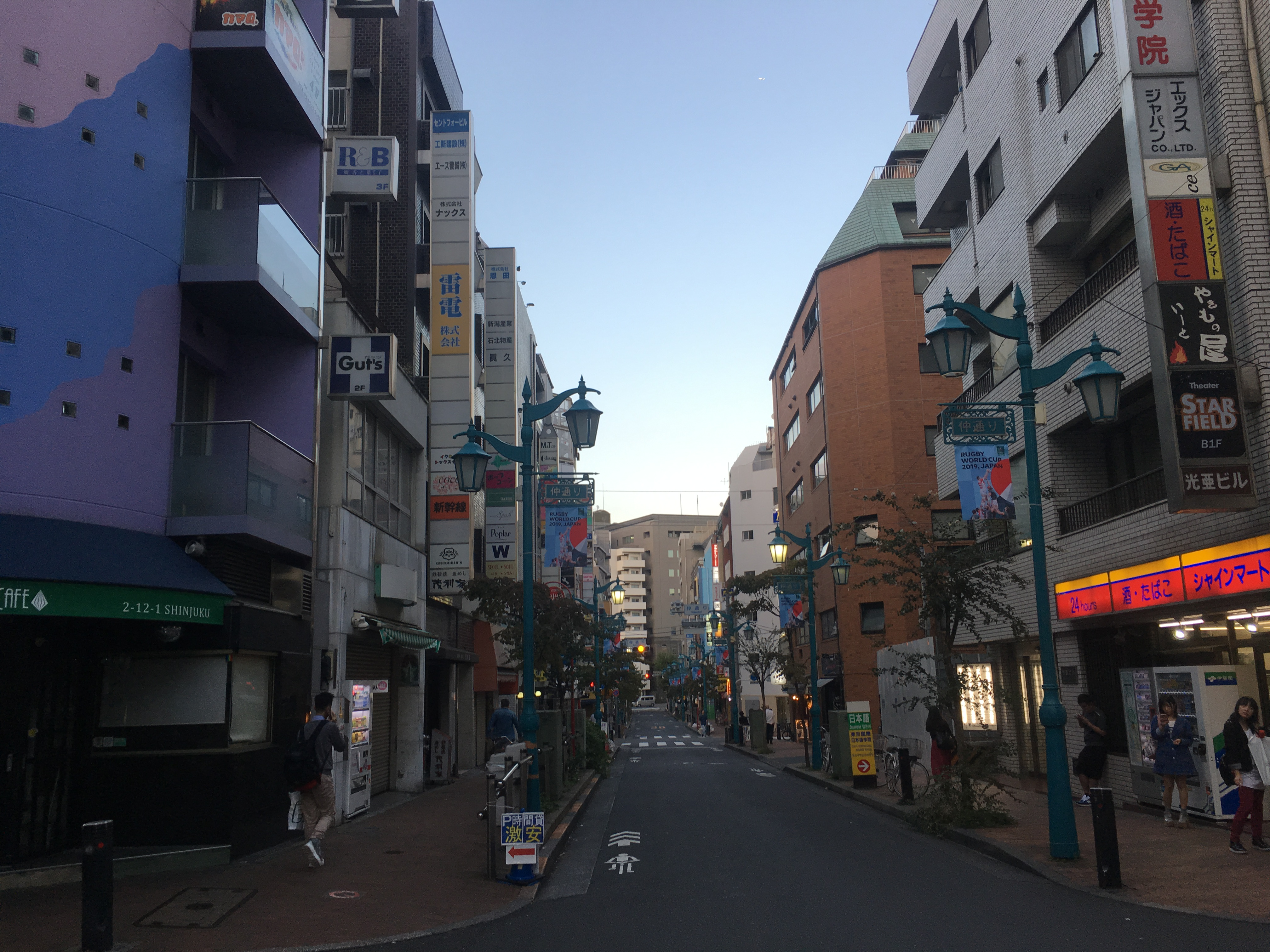
신주쿠 2정목의 모습 (2019년 10월)

신주쿠 2정목(新宿二丁目)는 일본 도쿄도 신주쿠구 신주쿠에 있는 정목(행정구역)이다. 주거용 빌딩, 오피스 빌딩 등이 늘어선 주거적 측면과 LGBT 타운으로서의 측면이 모두 있다. 도쿄의 게이 문화 중심지로 세계에서 가장 많은 게이바가 밀집해 있다.
3개의 지하철역 (신주쿠산초메 역, 신주쿠교엔마에 역, 신주쿠역)에서 가까운 도보 거리 내에 있으며, 신주쿠 2정목 지역은 전문화된 바, 레스토랑, 카페, 사우나, 러브 호텔, 게이 프라이드 부티크, 핫텐바, 호스트 클럽, 나이트 클럽, 안마시술소, 공원, 게이 서적 및 비디오 상점이 많다.

## 같이 보기
- 게이 빌리지